# Climax Springs (Misuri)
Climax Springs es una villa ubicada en el condado de Camden en el estado estadounidense de Misuri. En el Censo de 2010 tenía una población de 124 habitantes y una densidad poblacional de 104,76 personas por km².

## Geografía
Climax Springs se encuentra ubicada en las coordenadas 38°6′6″N 93°3′15″O / 38.10167, -93.05417. Según la Oficina del Censo de los Estados Unidos, Climax Springs tiene una superficie total de 1.18 km², de la cual 1.18 km² corresponden a tierra firme y (0%) 0 km² es agua.

## Demografía
Según el censo de 2010, había 124 personas residiendo en Climax Springs. La densidad de población era de 104,76 hab./km². De los 124 habitantes, Climax Springs estaba compuesto por el 96.77% blancos, el 0% eran afroamericanos, el 0% eran amerindios, el 0% eran asiáticos, el 0% eran isleños del Pacífico, el 3.23% eran de otras razas y el 0% pertenecían a dos o más razas. Del total de la población el 4.03% eran hispanos o latinos de cualquier raza.